# Forsttechniker
Als Forsttechniker werden in Deutschland staatlich geprüfte Techniker bezeichnet, die ein Fachschulstudium an der Technikerschule für Waldwirtschaft absolviert und dieses mit einer staatlichen Prüfung erfolgreich abgeschlossen haben.
In Österreich existiert seit Juni 2016 ein Lehrberuf Forsttechniker.

## Berufsbild
Der Forsttechniker ist Fachkraft in der modernen Forstwirtschaft. Schwerpunkte seiner Aufgaben sind:
- Planung der Betriebsarbeiten
- Arbeitsvorbereitung
- Einsatz von Personal, Maschinen, Dienstleistungsunternehmen
- Arbeitsüberwachung
- Holzverkauf und Kalkulierung von Holzerntekosten
- Kostenrechnung
- Lohnabrechnung
- Kenntnisse und Umsetzen von Fördermaßnahmen
- moderne, forstliche Verwaltungsarbeit (zum Beispiel EDV, GIS)
- Wald-, Natur- und Umweltschutz
- Waldpädagogik und Öffentlichkeitsarbeit
- Wegebau und -unterhalt
- Jagd

## Tätigkeitsfelder

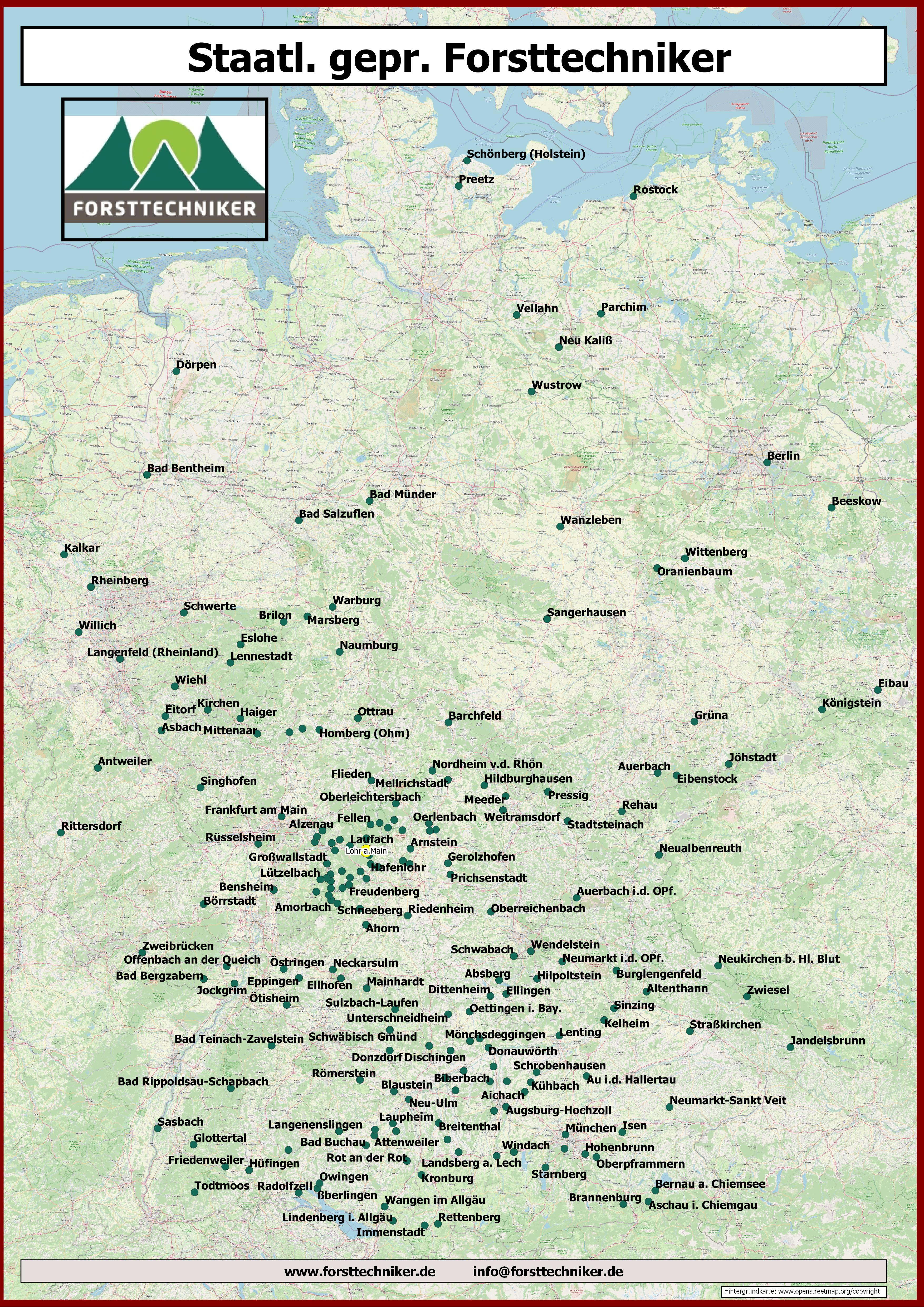
Eine Auswahl von Einsatzorten des Forsttechnikers

Ein Forsttechniker deckt ein breites Berufsspektrum im forstlichen Bereich ab. Das klassische Tätigkeitsfeld des Forsttechnikers ist die Revierleitung im Bereich privater und kommunaler Forstbetriebe. Als Fachkraft des mittleren Forstmanagements findet der Forsttechniker als Leiter oder Mitarbeiter in forstlichen Zusammenschlüssen (Forstbetriebsgemeinschaft oder Waldbesitzervereinigung), Fachorganisationen oder Verbänden der Forst- und Holzwirtschaft ein weiteres Tätigkeitsfeld. In holzverarbeitenden Betrieben wie beispielsweise Sägewerken, Holzhandlungen, der Papierindustrie kommt der Forsttechniker als Einkäufer zum Einsatz. Einsatzleiter in forstlichen Dienstleistungsunternehmen sind oft Forsttechniker. Weitere mögliche Tätigkeitsfelder sind verwandte Bereiche wie z. B. Umwelt- und Naturschutz, Gartenbau oder Landschaftspflege, Wasserwirtschaft. Viele Forsttechniker führen ein selbständiges Forstunternehmen.

## Fachschulstudium

### Zugangsvoraussetzung
- Das Abschlusszeugnis einer Berufsschule oder eines mindestens gleichwertigen Bildungsganges.
- Das Zeugnis der Abschlussprüfung in dem anerkannten Ausbildungsberuf Forstwirt.
- Eine einschlägige Berufstätigkeit von mindestens einem Jahr.

### Schuldauer
Die Weiterbildung zum Forsttechniker erfolgt durch ein viersemestriges Fachschulstudium an der Technikerschule für Waldwirtschaft in Lohr am Main. Schuljahresbeginn ist jeweils Anfang September. Der Besuch der Bayerischen Technikerschule ist schulgeldfrei. Für Unterkunft und Verpflegung müssen die Studierenden selbst sorgen. Die Ferien richten sich nach der bayerischen Ferienordnung.

### Studieninhalte
Hauptziel der zweijährigen Forsttechnikerausbildung ist die Qualifizierung zu einem vielfältig und modern ausgebildeten Revierleiter für Forstbetriebe.
Der Schwerpunkt der Ausbildung liegt bei forstbetrieblichen Fächern.
Etwa ein Viertel des Unterrichts wird in Form von praktischen Übungen im Wald, Exkursionen oder Projektarbeiten durchgeführt. Hinzu kommen unter anderem auch ein arbeitstechnischer Lehrgang an der Waldbauernschule in Kelheim und ein Revierpraktikum. Interessenten können darüber hinaus Wahlfächer, wie z. B. Datenverarbeitung (Vertiefung), „Zapfenpflücker“ oder Fischereiwesen belegen.

#### Unterrichtsfächer
- Allgemeinbildende Fächer (Deutsch, Mathematik, Englisch)
- Informationstechniken, Datenverarbeitung
- Naturwissenschaftliche Grundlagen
- Waldbau und Waldschutz
- Forstnutzung und Walderschließung
- Arbeitslehre und Maschinenkunde
- Jagd, Natur- und Umweltschutz
- Forstpolitik und Allgemeine Rechtskunde
- Forstliche Betriebswirtschaftslehre
- Rechnungs- und Tarifwesen sowie Sozialversicherung
- Berufs- und Arbeitspädagogik
- Projektarbeiten, Marketing, Waldpädagogik

### Abschluss
Nach dem erfolgreichen Abschluss der Technikerschule in Lohr am Main führt der Absolvent/die Absolventin die Bezeichnung:
Staatlich geprüfter Forsttechniker/Staatlich geprüfte Forsttechnikerin (State-certified forest engineer)
Die Absolventen besitzen die fachliche sowie die berufs- und arbeitspädagogische Ausbildereignung im Sinne des Berufsbildungsgesetzes. Durch einen Zusatzunterricht erhält der Studierende die Befähigung zur Fachkraft für Arbeitssicherheit-Unternehmermodell. Mit Bestehen des ersten Schuljahres und der entsprechenden fachlichen Prüfungen ist der Studierende zum Erwerb des Jagdscheines nach den bundesgesetzlichen Bestimmungen berechtigt. Mit einer Zusatzprüfung im Fach Englisch kann die allgemeine Fachhochschulreife erworben werden.

## Absolventenverband
Seit November 1981 wurden an der Technikerschule für Waldwirtschaft zunächst im zweijährigen Rhythmus je 24 Forsttechniker ausgebildet. Zwischen 1986 und 1999 wurden im jährlichen Turnus Forstwirte zum Fachschulstudium zugelassen. Derzeit wird wieder alle zwei Jahre ein Fachschulstudium angeboten. Inzwischen haben über 400 Absolventen die Technikerschule für Waldwirtschaft erfolgreich besucht.
1986 wurde die „Vereinigung der Forsttechniker e. V.“ gegründet. Ziel des Vereines ist es, den Forsttechniker und dessen Berufsbild zu stärken. Die Vereinigung der Forsttechniker ist Sprachrohr und Unterstützer, betätigt sich auf waldpolitischer Ebene zum Wohle von Absolventen und potentiellen Arbeitgebern. Der Verband hat Stimmrecht im Fachschulbeirat der Technikerschule für Waldwirtschaft. Zum 1. Juli 2018 hat sich der Verein in „Forsttechnikerverband e.V.“ umbenannt.

## Lehrberuf in Österreich
Seit dem 1. Juni 2016 wird in Österreich der Lehrberuf Forsttechnik als Ausbildungsversuch angeboten. Der neue Lehrberuf mit einer Lehrzeit von drei Jahren ermöglicht Lehrlingen in land- und forstwirtschaftlichen Unternehmen die Ausbildung zum Forstfacharbeiter. Mit der Ausbildung kann vorerst bis zum 31. Mai 2022 begonnen werden.
Inhaltliche Schwerpunkte der Lehre bestehen aus dem Erwerb von Schlüsselqualifikationen wie Methodenkompetenz (Selbstständiges Treffen von Entscheidungen, Entwicklung von Lösungsstrategien, Verantwortungsbewusstsein, Kundenorientierung), dem Wissen um kompetenten Umweltschutz, dem Erkennen von Gesundheits-, Unfall- und Umweltgefahren in Forstgebieten und der Kenntnis einschlägiger Schutz- und Sicherheitsvorschriften. Das Wissen über ökonomische und ökologische Auswirkungen der Forstarbeit sowie die Bedeutung des Forstes für Mensch, Tier und Pflanze gehören ebenso zum Ausbildungsinhalt.